# Cheluo (köpinghuvudort i Kina, Jiangsu Sheng, lat 32,72, long 119,45)
Cheluo (kinesiska: 车逻, 车逻镇) är en köpinghuvudort i Kina. Den ligger i provinsen Jiangsu, i den östra delen av landet, omkring 94 kilometer nordost om provinshuvudstaden Nanjing. Antalet invånare är 29 458. Befolkningen består av 15 312 kvinnor och 14 146 män. Barn under 15 år utgör 10,0 %, vuxna 15-64 år 73 %, och äldre över 65 år 15,0 %.
Runt Cheluo är det tätbefolkat, med 762 invånare per kvadratkilometer. Närmaste större samhälle är Gaoyou, 7,0 km norr om Cheluo. Trakten runt Cheluo består till största delen av jordbruksmark.
Genomsnittlig årsnederbörd är 1 119 millimeter. Den regnigaste månaden är juli, med i genomsnitt 254 mm nederbörd, och den torraste är januari, med 28 mm nederbörd.